# Palazzo Comunale (Priverno)
Il Palazzo Comunale è uno storico edificio gotico del borgo di Priverno, nel Lazio meridionale.

## Storia
Priverno conobbe, in età bassomedioevale, istituzioni simili a quelle comunali, venendo governata da un consolato composto da milites e massari sin dal XI secolo. Nel XIII secolo sorse la necessità di dare una nuova sede al governo cittadino dopo che la città era stata spostata dalla pianura sottostante al colle dove tutt'oggi sorge il borgo. Il nuovo Palazzo Comunale venne quindi eretto nella stessa piazza su cui era affacciato il duomo di Santa Maria.
In principio l'edificio aveva solo due piani: il pianterreno, con tuttà probabilità porticato, ed un primo piano dove trovava spazio la sala consiliare. Il portico ospitava presumibilmente il mercato cittadino.
Nel corso del XV secolo il palazzo venne ampliato: fu in questa fase che venne collegato al duomo per mezzo di un corpo secondario avente una facciata arretrata rispetto al corpo originale e che si chiuse per buona parte il porticato al piano terreno.
L'edificio venne quindi rimaneggiato nel 1862. In questa sede avvenne la soprelevazione di un piano, l'apertura di bifore al secondo piano e l'aggiunta del balcone e della vela dell'orologio.

## Descrizione
Il palazzo, di evidente stile gotico, presenta tre grandi archi a sesto acuto poggianti su robusti pilastri al piano terra e una bifora e due trifore al piano principale. L'ultimo piano, caratterizzato da tre bifore, è quindi sormontato da un grande orologio.
Notevoli sono le analogie stilistiche con la vicina abbazia di Fossanova.